# Mussidan
Mussidan é uma comuna francesa na região administrativa da Nova-Aquitânia, no departamento Dordonha. Estende-se por uma área de 3,85 km². Em 2010 a comuna tinha 2 785 habitantes (densidade: 723,4 hab./km²).